# Apendicectomia

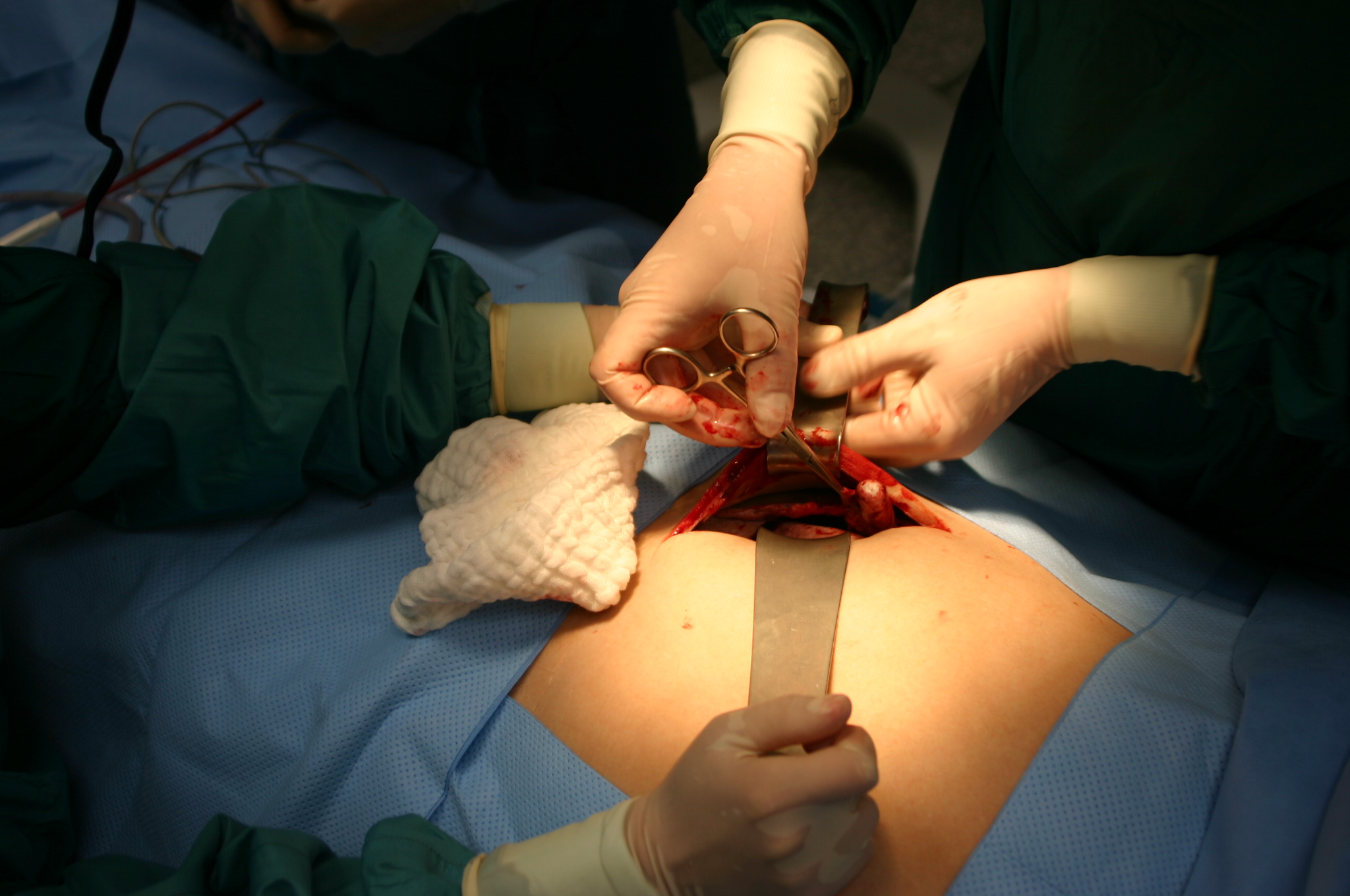
Apendicectomia aberta (não laparoscópica) em curso

A apendicectomia é uma intervenção cirúrgica destinada a proceder à remoção do apêndice vermicular (também designado de ileocecal), uma pequena estrutura tubular, que se constitui como um pequeno prolongamento do ceco, a porção inicial do intestino grosso. Esta intervenção surge em sequência do surgimento de uma apendicite, isto é, uma infecção do apêndice. 
A apendicite pode ser do tipo crónico, de evolução lenta, ou agudo, necessitando de intervenção cirúrgica imediata, já que uma das evoluções possíveis é a morte, por gangrena do órgão e expansão da infecção à restante cavidade abdominal, podendo mesmo ocorrer o rebentamento do apêndice. Entre estas duas formas extremas, situa-se um contínuo de gravidade de quadros clínicos de apendicite, cujo aparecimento depende de determinados factores, como a estrutura linfoide do órgão, o tipo de inervação, grau de vascularização, tipo de microrganismos presentes e posição, entre outros.
A apendicite é uma doença de ocorrência universal e frequente, afetando uma em cada 500 pessoas. Embora ocorra em qualquer idade, raramente surge em crianças com menos de seis anos.
Os sintomas caracterizam-se pelo surgimento de uma dor na zona abdominal inferior, no quadrante direito, que se inicia próximo ao umbigo e se prolonga para baixo e para a direita, sendo acentuada pelo movimento corporal. Surge também sensibilidade ao toque no abdômen, podendo ser acompanhada de alterações do trânsito intestinal (diarreia ou prisão de ventre), vômitos, náuseas, febre pouco elevada, perda de apetite e abundantes suores na zona abdominal.
A inflamação do apêndice pode decorrer de uma infecção por microrganismos, ao nível do trato digestivo ou devido a qualquer problema que origine uma obstrução das fezes. 
O diagnóstico é realizado com base na análise dos sintomas, palpação abdominal e análises sanguíneas, nomeadamente, para observação do número de glóbulos brancos circulantes, possíveis indicadores de uma infecção. Outro meio de diagnóstico complementar possível é a observação da cavidade abdominal, através do recurso a um aparelho de ecografia.
A apendicectomia é passível de ser realizada pelo processo tradicional, através da realização de um corte de abertura na zona abdominal, ou por cirurgia laparoscópica, que deixa uma cicatriz muito menos visível, graças a serem efetuados apenas pequenos cortes para inserção de uma microcâmara de vídeo e dos instrumentos cirúrgicos. 

## Efeitos colaterais
Os pacientes sujeitos a uma apendicectomia podem sofrer diversas sequelas, inclusive cardíacas.